# Borrby
Koordinaten: 59° 2′ N, 23° 13′ O

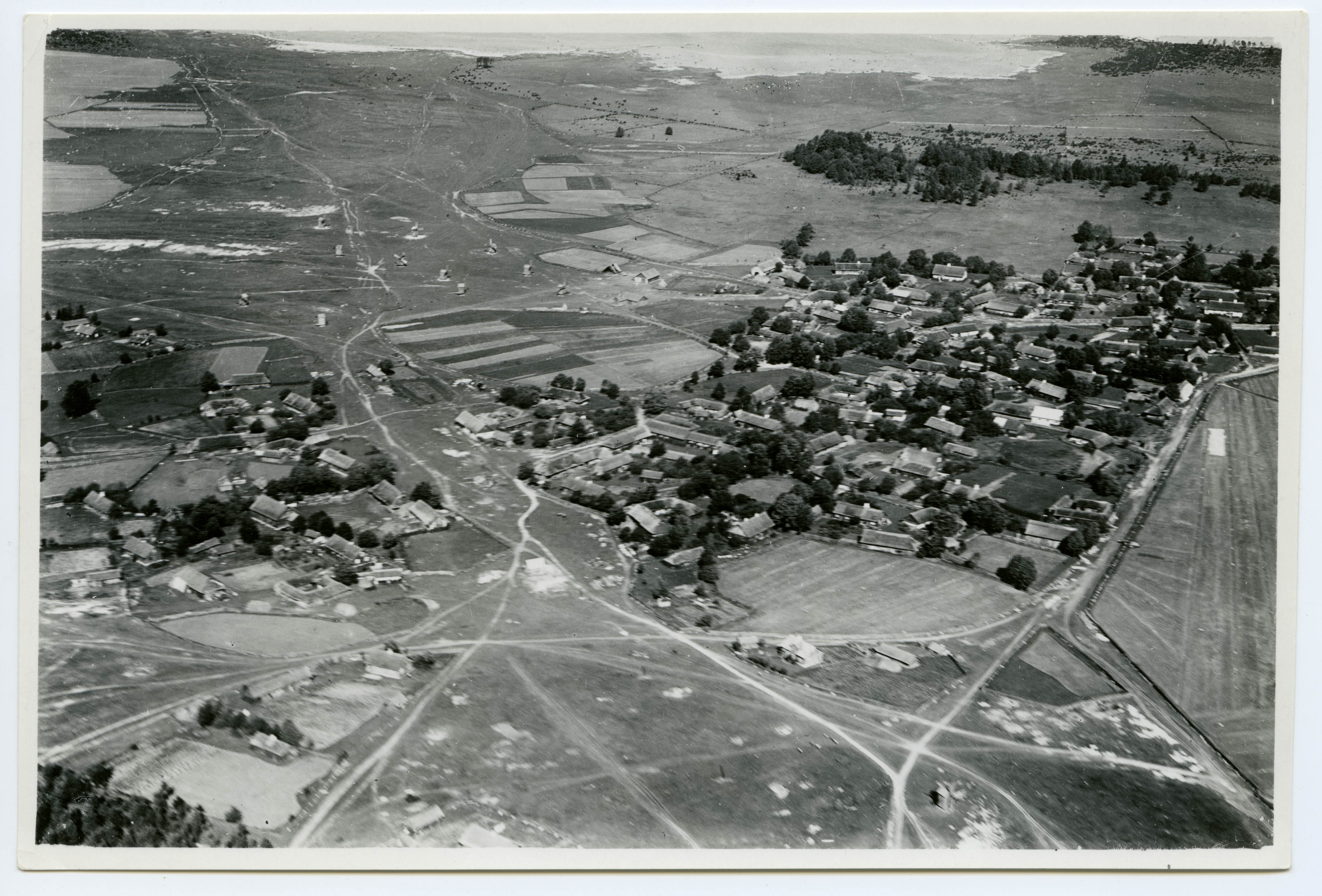
Das Dorf Borrby im Jahr 1934

Borrby (deutsch Borbi, estlandschwedisch Borrbe) ist ein Dorf (estnisch küla) in der Landgemeinde Vormsi (Vormsi vald) im Kreis Lääne. Der Ort liegt im Norden der viertgrößten estnischen Insel Vormsi (deutsch Worms, schwedisch Ormsö).

## Einwohnerschaft und Geschichte
Borrby hat heute nur noch vier Einwohner (Stand 31. Dezember 2011).
Borrby wurde erstmals 1526 als Borchbue urkundlich erwähnt. Für das Jahr 1565 ist der Name Boorby belegt. Aufgrund des Namens wird spekuliert, dass die ersten Siedler aus der Gegend um die finnische Stadt Porvoo (schwedisch Borgå) stammen könnten.
Der Ort war bis zum Zweiten Weltkrieg wie alle Dörfer Vormsis mehrheitlich von Estlandschweden besiedelt.

## Sehenswürdigkeiten
Früher stand bei Borrby eine Kapelle. Heute sind nur noch Teile der Fundamente erhalten.
Einen halben Kilometer südöstlich von Borrby liegt die höchste Erhebung der Insel Vormsi, der Högbacken. Dort steht der größte Findling der Insel, der wegen seiner Ambossform Smen („Schmied“) genannt wird. Er hat einen Umfang von 22,6 Metern.